# 国会山报
国会山报（The Hill），是美国华盛顿特区出版的一份无党派的关注政治时事的报纸，创立于1994年。是现时美国最大的独立政治新闻网站。
该报纸着眼于政治、政策、商业和国际关系，覆盖美国国会、白宫和联邦竞选。其在网络安全、国防、能源与环境、金融、医疗、国家安全、科技、运输等均有自己的政策视角。
主要渠道是TheHill.com，在所有新闻网站的在线政治读者人数中排名前列。国会山报还在华盛顿特区周围免费分发印刷版，每期發行量有22,000份（2020年），并分发给所有国会办公室。2021年，被Nexstar Media Group以1.3亿美元收购。

## 外部連結
- http://thehill.com/ （页面存档备份，存于）